# 韋斯特雷斯科韋冰川
71°57′S 5°5′E / 71.950°S 5.083°E
韋斯特雷斯科韋冰川（挪威語：Vestre Skorvebreen）是南極洲的冰川，位於東部南極洲的毛德皇后地，處於穆利格-霍夫曼山脈的布雷普洛根山以南，發源自奧斯特雷斯科韋冰川源頭附近。